# Fire and Ice (filme)
Fire and Ice é um longa-metragem em animação criada em 1983 por Ralph Bakshi e Frank Frazetta. O filme foi feito com rotoscopia; narra sobre o reino gelado do tirano Nekron, que assola uma região habitada por humanos ao fim da Idade do Gelo. As paisagens e o filme de um modo geral lembram muito as aventuras de Conan, o bárbaro, tendo script de Gerry Conway e Roy Thomas, notórios escritores de quadrinhos e o segundo, grande autor das adaptações de Conan para esse meio de entretenimento.